# Charters Towers Region
Koordinaten: 20° 6′ S, 146° 16′ O

Die Charters Towers Region ist ein lokales Verwaltungsgebiet (LGA) im australischen Bundesstaat Queensland. Das Gebiet ist 68.382 km² groß und hat etwa 12.000 Einwohner.

## Geografie
Die Region liegt im Osten des Staats im Landesinneren etwa 1070 km nordwestlich der Hauptstadt Brisbane und etwa 360 km südlich von Cairns.
Größte Ortschaft und Verwaltungssitz der LGA ist Charters Towers mit etwa 7800 Einwohnern. Zur Region gehören folgende Stadtteile und Ortschaften: Alabama Hill, Basalt, Black Jack, Breddan, Broughton, Buchanan, Campaspe, Columbia, Crimea, Dotswood, Grand Secret, Greenvale, Hervey Range, Lissner, Llanarth, Millchester, Mosman Park, Paluma, Queenton, Ravenswood, Reid River, Richmond Hill, Seventy Mile, Southern Cross, The Cape, Toll, Towers Hill und
Valley of Lagoons.

## Geschichte
Die heutige Charters Towers Region entstand 2008 aus der City of Charters Towers und dem Dalrymple Shire.

## Verwaltung
Der Charters Towers Regional Council hat sieben Mitglieder. Der Mayor (Bürgermeister) und sechs weitere Councillor werden von allen Bewohnern der Region gewählt. Die LGA ist nicht in Wahlbezirke unterteilt.